# Steatogenys ocellatus
Steatogenys ocellatus är en fiskart som beskrevs av Crampton, Thorsen och Albert 2004. Steatogenys ocellatus ingår i släktet Steatogenys och familjen Hypopomidae. Inga underarter finns listade i Catalogue of Life.